# IC 853
IC 853 — галактика типу SBab у сузір'ї Велика Ведмедиця.
Цей об'єкт міститься в оригінальній редакції індексного каталогу.